# Borohrádek
Borohrádek település Csehországban, Rychnov nad Kněžnou-i járásban. Borohrádek Čermná nad Orlicí, Žďár nad Orlicí, Zdelov, Poběžovice u Holic, Horní Jelení és Veliny településekkel határos. Lakosainak száma 2105 fő (2024. január 1.).

## Népesség
A település lakosságának változását az alábbi diagram mutatja:
| Lakosok száma | 1872 | 1959 | 1991 | 1752 | 2258 | 2136 | 2079 | 2079 | 2091 | 2105 |
|               | 1869 | 1890 | 1921 | 1950 | 1980 | 2001 | 2017 | 2019 | 2022 | 2024 |